# Gabriel-Jacques de Salignac La Mothe-Fénelon
Pour les articles homonymes, voir Fénelon (homonymie) et Salignac.
Gabriel-Jacques de Salignac La Mothe-Fénelon (25 juillet 1688 – 11 octobre 1746), marquis de Fénelon, comte de La Motte, est un éditeur, diplomate et militaire français du XVIIIe siècle.

## Biographie
Sa carrière militaire commence en tant que mousquetaire en 1704, aux côtés desquels il combat à Ramillies en 1706. Ensuite il dirige une compagnie au régiment royal des cuirassiers et combat sur le Rhin en 1707 et 1708. En 1709, il achète le régiment d’infanterie de Bigorre, qui faisait alors partie de l’armée au Dauphiné sous le maréchal de Berwick. 
Le 31 août 1711, il est gravement blessé à la cuisse durant l'attaque du petit bourg d'Hordain dans l'actuel département du nord. Il est nommé brigadier le 1er février 1719, et vend son régiment pour acheter celui de Poitou qu'il revend en 1723. 
En mai 1724, le Roi le nomme son ambassadeur auprès des États-Généraux des Provinces-Unies (Hollande); il conserve ce poste pendant vingt ans. Le 1er mars 1738, il obtient le grade de lieutenant-général, et en septembre il devient conseiller d'État d'épée. Le 2 février 1740 il reçoit le collier de l'ordre du Saint-Esprit.
Il meurt à la Bataille de Rocourt, 11 octobre 1746, d'une grave blessure. Il est inhumé dans l'église Saint-Servais de Lantin, commune belge de Juprelle, où l'on peut voir sa pierre tombale.

## Famille
Il est le second fils de François III de Salignac, marquis de La Mothe-Fénelon († 12 janvier 1742), et d'Elisabeth Beaupoil de Saint-Aulaire. L'évêque François-Barthélemy de Salignac de La Mothe-Fénelon est son frère.
Il grandit à Cambrai auprès de son grand-oncle l'écrivain Fénelon qui en fait son disciple et le surnomme "Fanfan". Plus tard, il éditera les œuvres de son grand-oncle.
Il épouse, le 15 décembre 1721 à Paris, Françoise-Louise Le Peletier, fille de Louis II Le Peletier, premier président du Parlement de Paris; dont il a douze enfants.